# حمیل
حمیل یکی از شهرهای استان کرمانشاه در غرب ایران است. این شهر مرکز بخش حمیل شهرستان اسلام‌آباد غرب است. زبان مردم حمیل کردی به گویش کلهری و زنگنه است.
جمعیت این شهر ۱٬۳۰۳ نفر و ۳۰۶ خانوار است.